# Gran Premio de Quebec 2010
La 1.ª edición del Gran Premio de Quebec se disputó el 10 de septiembre de 2010, sobre un circuito urbano por Quebec de 12,1 km al que se le dieron 16 vueltas totalizando 193,6 km. 
La prueba perteneció al circuito UCI ProTour. 
A pesar de no tener grandes dificultades montañosas la prueba tuvo un total de 2790 metros de desnivel ascendente acumulado con cotas de hasta el 13 % de desnivel lo que la hizo una prueba ideal para escaladores y clasicómanos.
Tomaron parte en la carrera 22 equipos: los 18 de categoría UCI ProTour (al tener obligada su participación); más 3 de categoría Profesional Continental mediante invitación de la organización (Bbox Bouygues Telecom, BMC Racing Team y Cofidis, le Credit en Ligne); y una selección de Canadá (con corredores de equipos de los Circuitos Continentales UCI). Formando así un pelotón de 173 corredores de 8 cada equipo (excepto el Rabobank, Française des Jeux, Milram y Liquigas-Doimo que salieron con 7), de los que acabaron 110.
El ganador final fue Thomas Voeckler tras realizar un ataque en el último kilómetro. Le acompañararon en el podio Edvald Boasson Hagen y Robert Gesink respectivamente que encabezaron un reducido grupo que llegó a solo un segundo del ganador.
Las clasificaciones secundarias fueron para Jakob Fuglsang (montaña), Dominik Nerz (combatividad) y Ryder Hesjedal (canadienses).

## Clasificación final
| \| Posición \| Ciclista \| Equipo \| Tiempo \| \| -------- \| -------------------- \| --------------------- \| ---------- \| \| 1. \| Thomas Voeckler \| Bbox Bouygues Telecom \| 4h 35' 27" \| \| 2. \| Edvald Boasson Hagen \| Sky \| + 1" \| \| 3. \| Robert Gesink \| Rabobank \| m.t. \| \| 4. \| Ryder Hesjedal \| Garmin-Transitions \| m.t. \| \| 5. \| Staf Scheirlinckx \| Omega Pharma-Lotto \| m.t. \| \| 6. \| Alessandro Ballan \| BMC Racing \| m.t. \| \| 7. \| Fabian Wegmann \| Milram \| m.t. \| \| 8. \| Maxime Monfort \| HTC-Columbia \| m.t. \| \| 9. \| Francesco Reda \| Quick Step \| m.t. \| \| 10. \| Damiano Cunego \| Lampre-Farnese Vini \| m.t. \| |                      |                       |            |
| Posición | Ciclista             | Equipo                | Tiempo     |
| 1. | Thomas Voeckler      | Bbox Bouygues Telecom | 4h 35' 27" |
| 2. | Edvald Boasson Hagen | Sky                   | + 1"       |
| 3. | Robert Gesink        | Rabobank              | m.t.       |
| 4. | Ryder Hesjedal       | Garmin-Transitions    | m.t.       |
| 5. | Staf Scheirlinckx    | Omega Pharma-Lotto    | m.t.       |
| 6. | Alessandro Ballan    | BMC Racing            | m.t.       |
| 7. | Fabian Wegmann       | Milram                | m.t.       |
| 8. | Maxime Monfort       | HTC-Columbia          | m.t.       |
| 9. | Francesco Reda       | Quick Step            | m.t.       |
| 10. | Damiano Cunego       | Lampre-Farnese Vini   | m.t.       |